# Степне (Карасуський район)
Степне́ (каз. Степной) — село у складі Карасуського району Костанайської області Казахстану. Входить до складу Айдарлинського сільського округу.
Населення — 307 осіб (2021; 433 у 2009, 919 у 1999, 1253 у 1989).